# Pseudozarba obscurata
Pseudozarba obscurata là một loài bướm đêm trong họ Noctuidae.